# Inter-AM 1969
La temporada de 1969 de la Inter-AM, anomenada oficialment 1969 Inter-AM series, fou la 3a edició d'aquest campionat, organitzat per l'importador de Husqvarna als Estats Units, Edison Dye. El calendari oficial constava de 9 proves (algun cap de setmana, amb dues d'alternatives disponibles), celebrades entre el 19 d'octubre i el 14 de desembre. Arne Kring guanyà el torneig després d'obtenir-hi quatre victòries a les 9 proves puntuables, les mateixes que el seu principal rival i segon classificat final, Bengt Åberg.

## Rondes
Fonts:
| Ronda | Data           | Lloc                          | Guanyador           | Motocicleta |
| ----- | -------------- | ----------------------------- | ------------------- | ----------- |
| 1     | 19 d'octubre   | Pepperell (Massachusetts)     | Arne Kring          | Husqvarna   |
| 2     | 26 d'octubre   | Columbus (Ohio)               | Bengt Åberg         | Husqvarna   |
| 3A    | 2 de novembre  | Copetown                      | Christer Hammargren | Husqvarna   |
| 3B    | 2 de novembre  | Elkhorn (Wisconsin)           | Bengt Åberg         | Husqvarna   |
| 4A    | 9 de novembre  | Wichita (Kansas)              | Joël Robert         | ČZ          |
| 4B    | 9 de novembre  | Salem (Oregon)                | Bengt Åberg         | Husqvarna   |
| 5A    | 16 de novembre | Boulder (Colorado)            | Arne Kring          | Husqvarna   |
| 5B    | 16 de novembre | Seattle (Washington)          | Åke Jonsson         | Maico       |
| 6     | 23 de novembre | San Francisco (Califòrnia)    | Roger De Coster     | ČZ          |
| 7     | 30 de novembre | Westlake Village (Califòrnia) | Arne Kring          | Husqvarna   |
| 8A    | 7 de desembre  | San Diego (Califòrnia)        | Bengt Åberg         | Husqvarna   |
| 8B    | 7 de desembre  | Salinas (Califòrnia)          | ?                   | ?           |
| 9     | 14 de desembre | Irvine (Califòrnia)           | Arne Kring          | Husqvarna   |

Notes
1. ↑  Barri de Hamilton (Ontario)
2. ↑  Circuit de Coal City
3. ↑  Circuit de China Camp
4. ↑  Circuit de Carlsbad
5. ↑  Circuit de Saddleback Park

## Classificació final
| Posició | Pilot               | Equip     | Punts | Victòries |
| ------- | ------------------- | --------- | ----- | --------- |
| 1       | Arne Kring          | Husqvarna | ?     | 4         |
| 2       | Bengt Åberg         | Husqvarna | ?     | 4         |
| 3       | Åke Jonsson         | Maico     | ?     | 1         |
| 4       | Torsten Hallman     | Husqvarna | ?     | 0         |
| 5       | Jiri Stodulka       | ČZ        | ?     | 0         |
| 6       | Christer Hammargren | Husqvarna | ?     | 1         |
| 7       | Dave Bickers        | ČZ        | ?     | 0         |
| 8       | Vic Allan           | Greeves   | ?     | 0         |
| 9       | Roger De Coster     | ČZ        | ?     | 1         |
| 10      | Joël Robert         | ČZ        | ?     | 1         |